# ريبيكا هورن
ريبيكا هورن (بالألمانية: Rebecca Horn)‏ هي مصممة رقص ومخرجة ألمانية، ولدت في 24 مارس 1944 في ميشلشتات في ألمانيا.

## وصلات خارجية
- الموقع الرسمي
- ريبيكا هورن على موقع IMDb (الإنجليزية)
- ريبيكا هورن على موقع مونزينجر (الألمانية)
- ريبيكا هورن على موقع ألو سيني (الفرنسية)
- ريبيكا هورن على موقع أول موفي (الإنجليزية)
- ريبيكا هورن على موقع قاعدة بيانات الفيلم (الإنجليزية)
- ريبيكا هورن على موقع كينوبويسك (الروسية)